# Göteborgs stadshus
Göteborgs stadshus är en byggnad som ligger vid Gustaf Adolfs torg 4 och Postgatan 35 (en genomgående tomt) i stadsdelen Nordstaden i centrala Göteborg. Stadshuset är förvaltningsbyggnad för Göteborgs stad med sammanträdessal och tjänsterum för kommunstyrelsen. Mot torget har huvudbyggnaden tre och en halv våning slätputsad fasad, med en nyklassicistisk stil och en utbyggd entréport. På andra sidan, mot Postgatan, finns ett tvåvåningshus med ett högt brant tak och en putsad fasad som är indelad med lisener. Stadshuset är uppfört mellan det Wenngrenska huset och Börsen. Det är byggnadsminne sedan 24 oktober 1968 respektive 21 december 1973.

## Historia
Det första, provisoriska rådhuset från 1621 låg sannolikt på denna tomt, men revs på 1640-talet. Allt  brann ner i branden den 10 maj 1669, förutom det gamla stenfängelset. Stadens Corps de garde uppfördes här 1703–1707, och innehöll lokaler för brandvakten, stadsvakten, arrestlokaler ("bysättningshäktet" eller "gäldstugan") samt "gisselkammaren" eller "tjuvakistan". Här satt fångarna som hade dömts till långa straff med vatten och bröd. Det var ett vackert trähus i karolinsk stil och målades rött med vita pilastrar och taklist år 1730. Huset brann ner i januari 1746 i den stora branden och ett tegelhus byggdes i dess ställe, Högvakts- och Stadshuset, efter ritningar av stadsingenjören Bengt Wilhelm Carlberg. Samtidigt revs Högvaktshuset på torget. Stadshuset eldhärjades på nytt i juni 1758. Det var efter dessa storbränder som husen tillkom, då nya stenhus behövde uppföras. Sannolikt var det stadsingenjören Bengt Wilhelm Carlberg, som på nytt hade gjort upp ritningarna. Bygget stod klart 1759, och innehöll bland annat stadsvakten (dåtidens polis), brandvakt samt magasin. 
Mot torget hade huset en slät bottenvåning samt tre portar. Torgfasaden på de två övre våningarnas var indelad med lisener mellan fönstren. Ett högt och valmat tak reste sig ovanför en kraftig taklist. För att ge nya lokaler åt Högvaktens manskap, som tidigare funnits i en egen byggnad på torget, byggdes stadshuset om 1823. Det höga branta taket mot torget ersattes med en mezzaninvåning samt ett lägre tak. En ombyggnadsritning upprättades av stadsarkitekten Jonas Hagberg visar husets användning, där officerare, underofficerare och soldater höll till i bottenvåningen. En trappa upp fanns rum för brandvaktmästare, fångvaktmästare samt utrymme för ett militärfängelse. Den övre våningen i gårdsflygeln var fängelse medan "Stora Brand Huset" låg i den västra flygelns välvda bottenvåning. Det var Hagberg som gav huset den empirestil som det nu har, med attikavåning samt uppbyggd portik i det nedre planet. År 1895, då både stadsvakten och Högvakten drogs in, uppläts lokalerna till hälsovårdsnämnden. Soldaterna flyttades då till de nyuppförda Kvibergs kaserner. Efter att brandkåren 1930 flyttat sin verksamhet till den nya huvudbrandstationen vid Heden, blev de gamla valven garage för Polisverket.
Mer genomgripande förändringar i huvudbyggnaden och den östra gårdsflygeln gjordes 1954, då för stadskansliets räkning. Då togs även en passage mot Börsen upp. År 1943 omputsades huvudfasaden mot torget med kalkputs, men redan 1956 målades den om med en direkt olämplig färg, varför det 1986 genomfördes en ny putsning. Stadskärnans enda bevarade gård med 1700-talskaraktär, finns på stadshustomten. Vid en ombyggnad på 1820-talet, fick torgfasaden i huvudsak sitt nuvarande utseende. Ovanför entrén sattes Göteborgs stadsvapen upp 1956.
"Korvkitteln" var göteborgarnas smeknamn på stadshusområdet, eftersom stadssoldaterna kallades "korvar" och brandvakterna för "paltar".

## Referenser

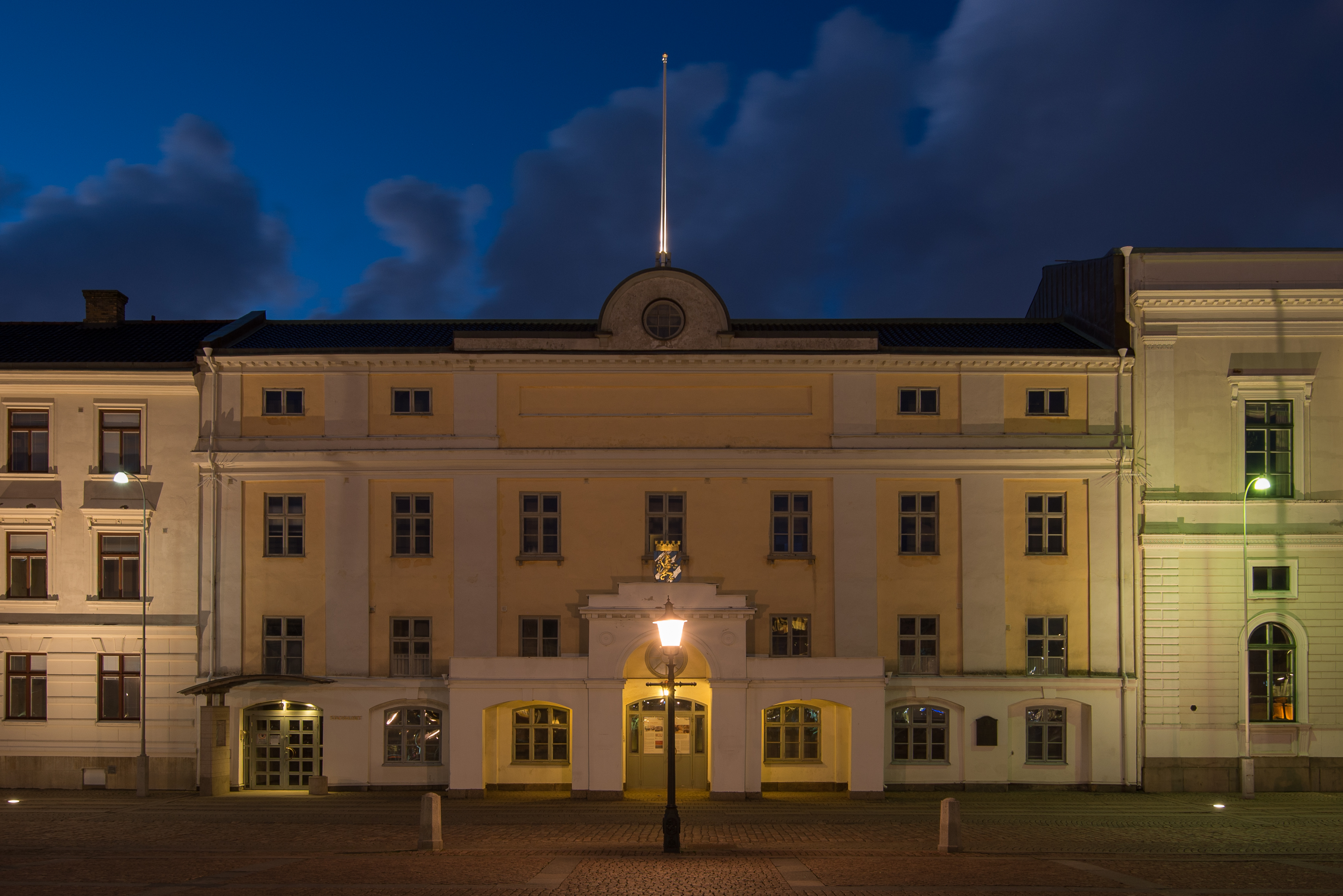
Stadshuset på kvällen.